# مدمرة مرافقة

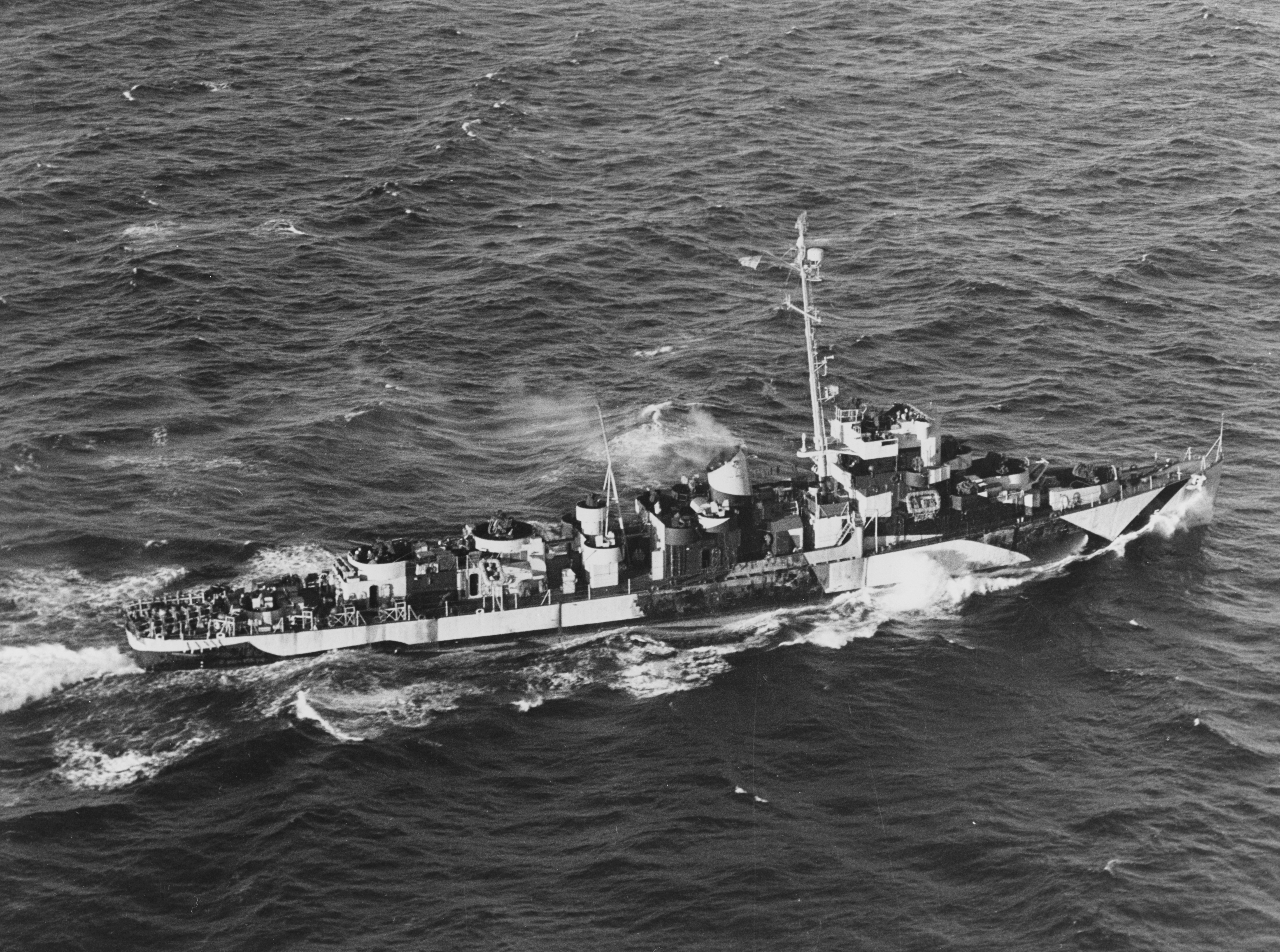
يو أس أس إيفارتس

المدمرة المُواكبة أو المُرافقة (بالإنجليزية: Destroyer escort) هو تصنيف البحرية الأمريكية في منتصف القرن العشرين للسفن الحربية التي تبلغ سرعتها 20 عقدة (23ميلا)، مع قدرتها على التحمل لمرافقة قوافل سفن البحرية التجارية في المحيط. كايبوكان وهي سفينة مشابهة بنفس الدور البحرية الإمبراطورية اليابانية. عرفت البحرية الملكية البريطانية وقوات الكومون وولث السفن الحربية مثل الفرقاطات، وقبل هذا التصنيف بشكل واسع عندما أعادت الولايات المتحدة تسمية المدمرة المرافقة بالفرقاطة عام 1975. جميع المرافقات المدمرة التي تم بناؤها ابتداء من سيركا عام 1954 حتى عام 1975 تمت إعادة تسميتها ب«مرافقة المحيط». المدمرات المرافقة، والفرقاطات والكايبوكان كانت تنتج بشكل كبير في الحرب العالمية الثانية كبديل أقل تكلفة في الحرب المضادة للغواصات بالنسبة إلى مدمرات الأسطول. تعتبر السفن العشرة في البحرية الألمانية النازية من الفئة «أف» (فوهرير)، والسفينتين من فئة أميرال مورغيسكو في البحرية الرومانية هي سفن مشابهة للمدمرة المرافقة.
إن المرافقات المدمرة والفرقاطات في فترة ما بعد الحرب العالمية الثانية كانت أكبر من تلك التي أنتجت خلال فترة الحرب، ورغم تزايد قدرات مضادات الطائرات، لكنها ظلت أصغر وأبطأ من مدمرات فترة بعد ما الحرب. خلال فترة الحرب الباردة أصبحت المدمرات المرافقة بحجم مدمرات الحرب العالمية الثانية، قامت الولايات المتحدة بتحويل بعض مدمرات الحرب العالمية الثانية إلى مرافقة مدمرة DDE.